# Saison 2017-2018 du CS Constantine
Maillots
Chronologie
Saison précédente Saison suivante
La saison 2017-2018 du Club Sportif Constantinois est la 22e  saison du club en première division du Championnat d'Algérie de football.
Le club remporte à l'issue de la saison le titre de champion d'Algérie.

## Effectif[1]
L'effectif professionnel de la saison 2017-2018, entraîné par Abdelkader Amrani et son adjoint Ilies Arab, compte 3 joueurs formés au club. 6 joueurs internationaux, et ex-internationaux figurent dans l'équipe.

### Tactique et équipe-type
| Rahmani Khadir Benayada Zaalani Bencherifa Sylla Bezzaz Zerara Belkheir Belameiri Cissé |
| L'équipe type du bilan d'avant saison de DZfoot.                                        |

| Rahmani Benayada Arroussi Zaalani Bencherifa Zerara Sylla Lamri Cissé Belkheir Abid |
| L'équipe type en nombre de minutes jouées à la fin de la saison.                    |

## Résultats

### Championnat
Tableau des matchs de championnat,.
| Date              | Journée | Adversaire     | Lieu | Score | Buteurs du CSC                            | Buteurs Adversaire                          |
| ----------------- | ------- | -------------- | ---- | ----- | ----------------------------------------- | ------------------------------------------- |
| PHASE ALLER       |         |                |      |       |                                           |                                             |
| 25 août 2017      | J01     | NA Hussein Dey | D    | 3 - 1 | Belameiri 49e 69e, Zerara 58e             | Boulaouidet 68e                             |
| 8 septembre 2017  | J02     | DRB Tadjenanet | E    | 2 - 1 | Cissé 41e                                 | Attouche 31e, Belmokhtar 33e                |
| 15 septembre 2017 | J03     | USM Bel Abbès  | D    | 1 - 0 | Cissé 41e (pen.)                          | /                                           |
| 23 septembre 2017 | J04     | USM El Harrach | E    | 1 - 1 | Cissé 26e                                 | Mellal 14e                                  |
| 29 septembre 2017 | J05     | MC Alger       | D    | 1 - 0 | Abid 72e                                  | /                                           |
| 13 octobre 2017   | J06     | US Biskra      | E    | 1 - 2 | Abid 37e 60e                              | Bagili 86e                                  |
| 17 octobre 2017   | J07     | ES Sétif       | D    | 2 - 1 | Abid 89e, Arroussi 90+2e                  | Benayada 55e (csc)                          |
| 21 octobre 2017   | J08     | CR Belouizdad  | E    | 0 - 0 | /                                         | /                                           |
| 27 octobre 2017   | J09     | O Médéa        | D    | 1 - 1 | Abid 51e                                  | Boucherit 4e                                |
| 4 novembre 2017   | J10     | JS Saoura      | D    | 4 - 2 | Abid 15e 22e, Madani 24e (csc), Lamri 30e | Saâd 51e, Yahia Cherif 76e                  |
| 11 novembre 2017  | J11     | USM Alger      | E    | 1 - 2 | Abid 57e, Dahar 74e                       | Yaya 11e                                    |
| 17 novembre 2017  | J12     | MC Oran        | D    | 1 - 0 | Abid 59e                                  | /                                           |
| 1er décembre 2017 | J13     | JS Kabylie     | E    | 1 - 2 | Abid 66e 84e                              | Saâdou 28e                                  |
| 8 décembre 2017   | J14     | USM Blida      | D    | 1 - 1 | Rebih 27e                                 | Ouamri 73e                                  |
| 16 décembre 2017  | J15     | Paradou AC     | E    | 2 - 0 | /                                         | Cheraitia 3e, Naidji 83e                    |
| PHASE RETOUR      |         |                |      |       |                                           |                                             |
| 6 janvier 2018    | J16     | NA Hussein Dey | E    | 1 - 1 | Cissé 3e                                  | Youcefi 75e                                 |
| 20 janvier 2018   | J17     | DRB Tadjenanet | D    | 2 - 1 | Abid 20e, Zaalani 89e                     | Dousse 73e                                  |
| 26 janvier 2018   | J18     | USM Bel Abbès  | E    | 1 - 2 | Arroussi 12e, Abid 56e                    | Bouguelmouna 86e                            |
| 9 février 2018    | J19     | USM El Harrach | D    | 0 - 0 | /                                         | /                                           |
| 16 février 2018   | J20     | MC Alger       | E    | 3 - 0 | /                                         | Souibaâh 6e, Bendebka 28e, Amada 77e (pen.) |
| 23 février 2018   | J21     | US Biskra      | D    | 1 - 0 | Abid 5e                                   | /                                           |
| 2 mars 2018       | J22     | ES Sétif       | E    | 1 - 0 | /                                         | Haddouche 34e                               |
| 10 mars 2018      | J23     | CR Belouizdad  | D    | 1 - 0 | Zerara 5e                                 | /                                           |
| 21 mars 2018      | J24     | O Médéa        | E    | 0 - 0 | /                                         | /                                           |
| 6 avril 2018      | J25     | JS Saoura      | E    | 1 - 0 | /                                         | Bourdim 71e                                 |
| 20 avril 2018     | J26     | USM Alger      | D    | 2 - 1 | Cherifi 53e (csc), Belameiri 90+4e        | Darfalou 51e                                |
| 24 avril 2018     | J27     | MC Oran        | E    | 1 - 1 | Abid 16e (pen.)                           | Tiaïba 86e                                  |
| 4 mai 2018        | J28     | JS Kabylie     | D    | 2 - 1 | Lamri 39e, Abid 66e                       | Yattou 40e                                  |
| 12 mai 2018       | J29     | USM Blida      | E    | 1 - 2 | Lamri 57e 90e                             | Aissa El Bey 30e                            |
| 18 mai 2018       | J30     | Paradou AC     | D    | 0 - 0 | /                                         | /                                           |

### Classement final
Le classement est établi sur le barème de points suivant : une victoire vaut 3 points, un match nul 1 point et une défaite 0 point.
| Rang | Équipe              | Pts | J  | G  | N  | P  | Bp | Bc | Diff |
| ---- | ------------------- | --- | -- | -- | -- | -- | -- | -- | ---- |
| 1    | CS Constantine      | 57  | 30 | 16 | 9  | 5  | 36 | 26 | +10  |
| 2    | JS Saoura           | 54  | 30 | 16 | 6  | 8  | 38 | 27 | +11  |
| 3    | NA Hussein Dey      | 49  | 30 | 11 | 16 | 3  | 36 | 24 | +12  |
| 4    | MC Oran             | 45  | 30 | 12 | 9  | 9  | 40 | 36 | +4   |
| 5    | MC Alger            | 44  | 30 | 12 | 8  | 10 | 41 | 32 | +9   |
| 6    | USM Alger           | 42  | 30 | 11 | 9  | 10 | 43 | 35 | +8   |
| 7    | Paradou AC P        | 42  | 30 | 12 | 6  | 12 | 35 | 30 | +5   |
| 8    | ES Sétif T S        | 40  | 30 | 10 | 10 | 10 | 36 | 30 | +6   |
| 9    | USM Bel-Abbès -6* C | 37  | 30 | 12 | 7  | 11 | 32 | 31 | +1   |
| 10   | DRB Tadjenanet      | 37  | 30 | 10 | 7  | 13 | 33 | 41 | -8   |
| 11   | CR Belouizdad       | 36  | 30 | 7  | 15 | 8  | 24 | 27 | -3   |
| 12   | JS Kabylie          | 36  | 30 | 8  | 12 | 10 | 34 | 39 | -5   |
| 13   | O Médéa             | 36  | 30 | 8  | 12 | 10 | 23 | 32 | -9   |
| 14   | US Biskra P         | 34  | 30 | 9  | 7  | 14 | 23 | 30 | -7   |
| 15   | USM El Harrach      | 28  | 30 | 7  | 7  | 16 | 27 | 37 | -10  |
| 16   | USM Blida P         | 23  | 30 | 5  | 8  | 17 | 28 | 50 | -22  |

Abréviations
T : Tenant du titre

S : Vainqueur de la Supercoupe d'Algérie 2017

C : Vainqueur de la Coupe d'Algérie 2017-2018

P : Promus de Ligue 2 2016-2017

* : Défalcation de 6 points au club USM Bel-Abbès par la Commission de discipline de la Fédération
internationale de football (FIFA), pour défaut d’exécution d’une décision prise lors de sa réunion du
9 juin 2017 lui ordonnant de payer le montant dû au joueur Jessy Mayele et une amende de
15 000 CHF ; Décision appliquée par la Fédération algérienne de football.
Le 12 mai 2018 le CS Constantinois est champion.
| Ligue 1 Champion 2017-2018 |
| -------------------------- |
| CS Constantinois 2e Titre  |

#### Classement buteurs
| Noms                | Buts |
| ------------------- | ---- |
| Mohamed Lamine Abid | 16   |
| Moctar Cissé        | 4    |
| Sid Ali Lamri       | 4    |
| El Hadi Belameiri   | 3    |
| Toufik Zerara       | 2    |
| Said Arroussi       | 2    |
| Marouane Dahar      | 1    |
| Boubaker Rebih      | 1    |
| Nassreddine Zaalani | 1    |

#### Classement passeurs
| Noms              | Buts |
| ----------------- | ---- |
| Sid Ali Lamri     | 5    |
| Abdenour Belkheir | 4    |
| Toufik Zerara     | 2    |
| Moctar Cissé      | 1    |

### Coupe d'Algérie

#### Trente-deuxièmes de finale
| 29 décembre 2017 | CS Constantine                          | 2 - 1   | NA Hussein Dey | | |
|                  | Belkheir 80e (pen.) · Zerara 86e (pen.) | (0 - 1) | 10e Khiat      | Stade Chahid-Hamlaoui, Constantine Spectateurs : 30 000 Diffuseur : EPTV Arbitrage : Ghorbal, Etchiali, Ayad | Stade Chahid-Hamlaoui, Constantine Spectateurs : 30 000 Diffuseur : EPTV Arbitrage : Ghorbal, Etchiali, Ayad |

#### Seizièmes de finale
| 16 janvier 2018 | USM Alger  | 1 - 0   | CS Constantine |  |  |
| 16h00           | Sayoud 59e | (0 - 0) |                |  |  |

#### Classement buteurs
| Noms              | Buts |
| ----------------- | ---- |
| Abdenour Belkheir | 1    |
| Toufik Zerara     | 1    |

## Statistiques

### Statistiques collectives
| Compétition     | Débute au tour | Place ou tour final | Première rencontre | Dernière rencontre | Nombre de matchs |
| Ligue 1         | -              | Champion            | 25 août 2017       | 18 mai 2018        | 30               |
| Coupe d'Algérie | 1/32 de finale | 1/16 de finale      | 29 décembre 2017   | 16 janvier 2018    | 2                |

### Statistiques individuelles
Nasreddine Zaalani le seul joueur qui dispute l'ensemble des 32 matchs officiels de la saison.
Le meilleur buteur du club en Ligue 1 est Mohamed Lamine Abid avec 16 buts. En championnat, le club marque 36 buts, deux buts étant en outre inscrits contre leur camp par des adversaires.
En coupe d'Algérie le club a marqué que deux buts, signé par Abdenour Belkheir et Toufik Zerara sur deux penaltys.
| Numéro | Nat. | Nom          | Ligue 1 | Ligue 1     | Ligue 1 | Ligue 1      | Coupe d'Algérie | Coupe d'Algérie | Coupe d'Algérie | Coupe d'Algérie | Total | Total       | Total  | Total        |
| Numéro | Nat. | Nom          | M.j.    | But inscrit | Averti  | Carton rouge | M.j.            | But inscrit     | Averti          | Carton rouge    | M.j.  | But inscrit | Averti | Carton rouge |
| ------ | ---- | ------------ | ------- | ----------- | ------- | ------------ | --------------- | --------------- | --------------- | --------------- | ----- | ----------- | ------ | ------------ |
| 1      |      | H.Limane     | 7       | 0           | 1       | 0            | 0               | 0               | 0               | 0               | 7     | 0           | 1      | 0            |
| 3      |      | Benayada     | 29      | 0           | 3       | 0            | 2               | 0               | 0               | 0               | 31    | 0           | 3      | 0            |
| 6      |      | O.Sylla      | 24      | 0           | 8       | 1            | 2               | 0               | 1               | 0               | 26    | 0           | 9      | 1            |
| 7      |      | Belameiri    | 18      | 3           | 5       | 0            | 1               | 0               | 0               | 0               | 19    | 3           | 5      | 0            |
| 9      |      | Abid         | 27      | 16          | 5       | 0            | 2               | 0               | 0               | 0               | 29    | 16          | 5      | 0            |
| 10     |      | Bezzaz       | 21      | 0           | 1       | 0            | 0               | 0               | 0               | 0               | 21    | 0           | 1      | 0            |
| 11     |      | M.Cissé      | 23      | 4           | 2       | 0            | 2               | 0               | 0               | 0               | 25    | 4           | 2      | 0            |
| 13     |      | Lamri        | 29      | 4           | 2       | 0            | 1               | 0               | 0               | 0               | 30    | 4           | 2      | 0            |
| 14     |      | S.Khadir     | 18      | 0           | 2       | 0            | 2               | 0               | 0               | 0               | 20    | 0           | 2      | 0            |
| 15     |      | M.Aïchi      | 7       | 0           | 0       | 0            | 0               | 0               | 0               | 0               | 7     | 0           | 0      | 0            |
| 16     |      | Rahmani      | 23      | 0           | 3       | 0            | 2               | 0               | 0               | 0               | 25    | 0           | 3      | 0            |
| 17     |      | Bencherifa   | 26      | 0           | 4       | 0            | 2               | 0               | 1               | 0               | 28    | 0           | 5      | 0            |
| 18     |      | Belkheir     | 26      | 0           | 4       | 0            | 2               | 1               | 0               | 0               | 28    | 1           | 4      | 0            |
| 19     |      | Arroussi     | 24      | 2           | 3       | 0            | 1               | 0               | 0               | 0               | 25    | 2           | 3      | 0            |
| 20     |      | C.Kebaili    | 2       | 0           | 0       | 0            | 1               | 0               | 0               | 0               | 3     | 0           | 0      | 0            |
| 21     |      | K.Rachedi    | 2       | 0           | 0       | 0            | 0               | 0               | 0               | 0               | 2     | 0           | 0      | 0            |
| 22     |      | Zerara       | 28      | 2           | 2       | 0            | 2               | 1               | 2               | 1               | 30    | 3           | 4      | 1            |
| 23     |      | Zaalani      | 30      | 1           | 4       | 0            | 2               | 0               | 0               | 0               | 32    | 1           | 4      | 0            |
| 25     |      | A.Kebbal     | 10      | 0           | 1       | 0            | 1               | 0               | 0               | 0               | 11    | 0           | 1      | 0            |
| 26     |      | Dahar        | 16      | 1           | 5       | 0            | 0               | 0               | 0               | 0               | 16    | 1           | 5      | 0            |
| 28     |      | Rebih        | 18      | 1           | 2       | 0            | 2               | 0               | 0               | 0               | 20    | 1           | 2      | 0            |
| 29     |      | A.Gagaâ      | 5       | 0           | 1       | 0            | 1               | 0               | 0               | 0               | 6     | 0           | 0      | 0            |
| 30     |      | A.Osmani     | 0       | 0           | 0       | 0            | 0               | 0               | 0               | 0               | 0     | 0           | 0      | 0            |
| 45     |      | A.Redjehimi  | 1       | 0           | 0       | 0            | 0               | 0               | 0               | 0               | 1     | 0           | 0      | 0            |
| 55     |      | A.Boucheriha | 0       | 0           | 0       | 0            | 0               | 0               | 0               | 0               | 0     | 0           | 0      | 0            |